# Cantone di Noroy-le-Bourg
Il Cantone di Noroy-le-Bourg era una divisione amministrativa dell'arrondissement di Vesoul.
A seguito della riforma approvata con decreto del 17 febbraio 2014, che ha avuto attuazione dopo le elezioni dipartimentali del 2015, è stato soppresso.

## Composizione
Comprendeva i comuni di:
- Autrey-lès-Cerre
- Borey
- Calmoutier
- Cerre-lès-Noroy
- Colombe-lès-Vesoul
- Colombotte
- Dampvalley-lès-Colombe
- La Demie
- Esprels
- Liévans
- Montjustin-et-Velotte
- Neurey-lès-la-Demie
- Noroy-le-Bourg
- Vallerois-le-Bois
- Vallerois-Lorioz
- Villers-le-Sec